# Взрыв в жилом доме в Магнитогорске
Взрыв в жилом доме в Магнитогорске произошёл накануне Нового года — в понедельник, 31 декабря 2018 года в 6:02 по местному времени (4:02 по московскому) на втором этаже в 315 квартире десятиэтажного жилого дома № 164 на проспекте Карла Маркса предположительно взорвался бытовой газ. В результате взрыва частично обрушился подъезд № 7 и погибли 39 человек.
Предварительная версия в СМИ о причинах взрыва — взрыв бытового газа. По состоянию на декабрь 2023 года следствие продолжалось, его вёл Следственный комитет РФ, информация о ходе следствия не разглашалась.
По данным ВЦИОМ, 10 января 2019 года о взрыве знали 98 % россиян.

## Предыстория
Дом расположен по адресу проспект Карла Маркса, 164. Здание представляет собой многоквартирный 10-этажный дом со встроенно-пристроенными общественными помещениями. Дом состоит из 6 двухподъездных блок-секций, всего 12 подъездов. Блок-секции отделены друг от друга температурными швами. Дом построен на основе серии 1-439А, блочный аналог серии 1-447С (по другим данным — серии 81). В середине дома, в подъездах № 6 и 7, расположен проезд для автотранспорта (двойная «арка») высотой в два этажа. Стены первых двух этажей дома сложены из кирпича, следующих — из стеновых бетонных крупных блоков (ГОСТ 19010-73), перекрытия — из железобетонных плит. В доме имеются три продольные несущие стены, две из которых — наружные. Дом построен в 1972—1973 годах.
Обрушение произошло в подъезде № 7, который вместе с соседним, 8 подъездом, образует блок-секцию № 4. В частично обрушившемся подъезде № 7 находилось 52 квартиры: по 2 на первом и втором этажах, по шесть — на следующих. На момент катастрофы в этом подъезде проживали 133 человека.

## Поисково-спасательная операция

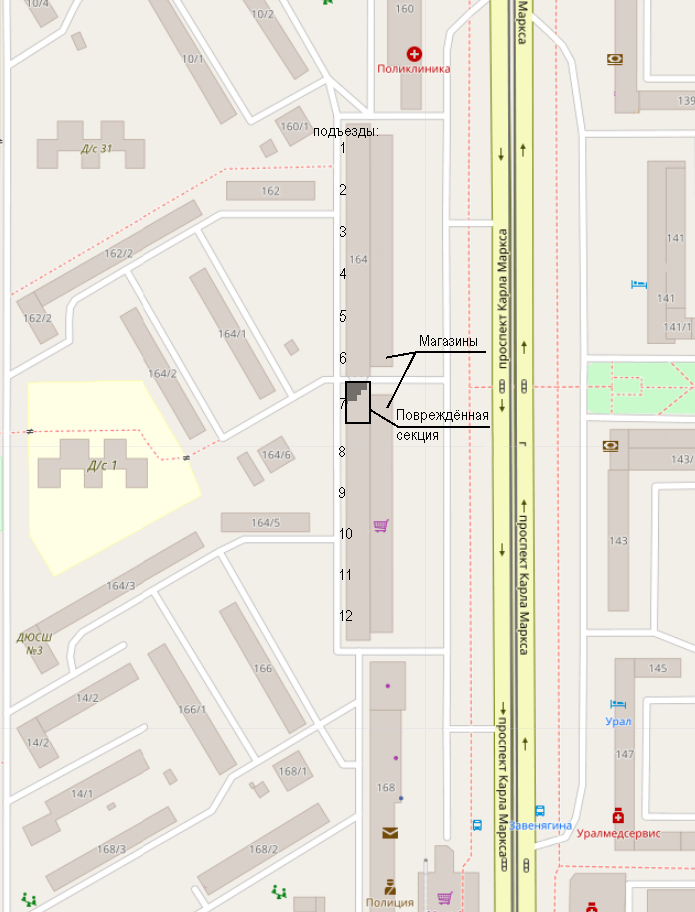
Схема расположения дома

Взрыв произошёл на 2 этаже в квартире № 315. Первоначально источник взрыва не был точно определён.
35 квартир 7 подъезда были разрушены полностью, ещё 10 — частично. Основной обвал произошёл в левой части подъезда № 7, обломки образовали завал высотой до третьего-четвёртого этажей. В правой части подъезда уцелел бо́льший объём конструкций. Большое количество строительных элементов оказалось в незакрепленном виде, создавая угрозу дальнейших обрушений. Всё это осложняло ведение поисково-спасательных работ, затрудняло использование техники.
В первые часы после обрушения были эвакуированы 18 человек, извлечены из-под завалов живыми 3 человека, в том числе 1 ребёнок. В течение 31 декабря были задействованы кинологические расчёты, аэромобильные группировки, специалисты отрядов «Центроспас» и «Лидер», психологи. Проводилась оценка технического состояния здания. К концу дня всего было эвакуировано 86 человек, спасено 5 человек и найдено 4 погибших.
1 января 2019 года операция продолжилась. В 17 часов, после 35 часов нахождения на морозе, был найден живым 10-месячный Ваня Фокин. С многочисленными травмами его направили в больницу. С начала операции из-под завалов было извлечено 20 человек: 6 живых (в том числе 2 ребёнка) и 14 погибших (в том числе 1 ребёнок).
К концу дня 2 января 2019 года из-под завалов извлечено ещё 14 погибших человек (в том числе 3 ребёнка).
За 3 января 2019 года количество найденных погибшими увеличилось до 39 человек (в том числе 6 детей).
К концу дня 3 января 2019 года операция завершилась, основная часть завалов была разобрана, спасатели подтвердили, что в здании погибших людей нет. Также в ходе процесса за эти дни удалось спасти домашних животных: собаку, попугая и несколько кошек. На месте чрезвычайной ситуации работало более 900 человек и 200 единиц техники, вывезено около 2 тысяч кубических метров обломков.
За помощь при спасении и организацию помощи пострадавшим, 6 февраля 2019 года 11 человек, в том числе один гражданин Узбекистана, были награждены региональной медалью «Спешите делать добро».

## Последующие события

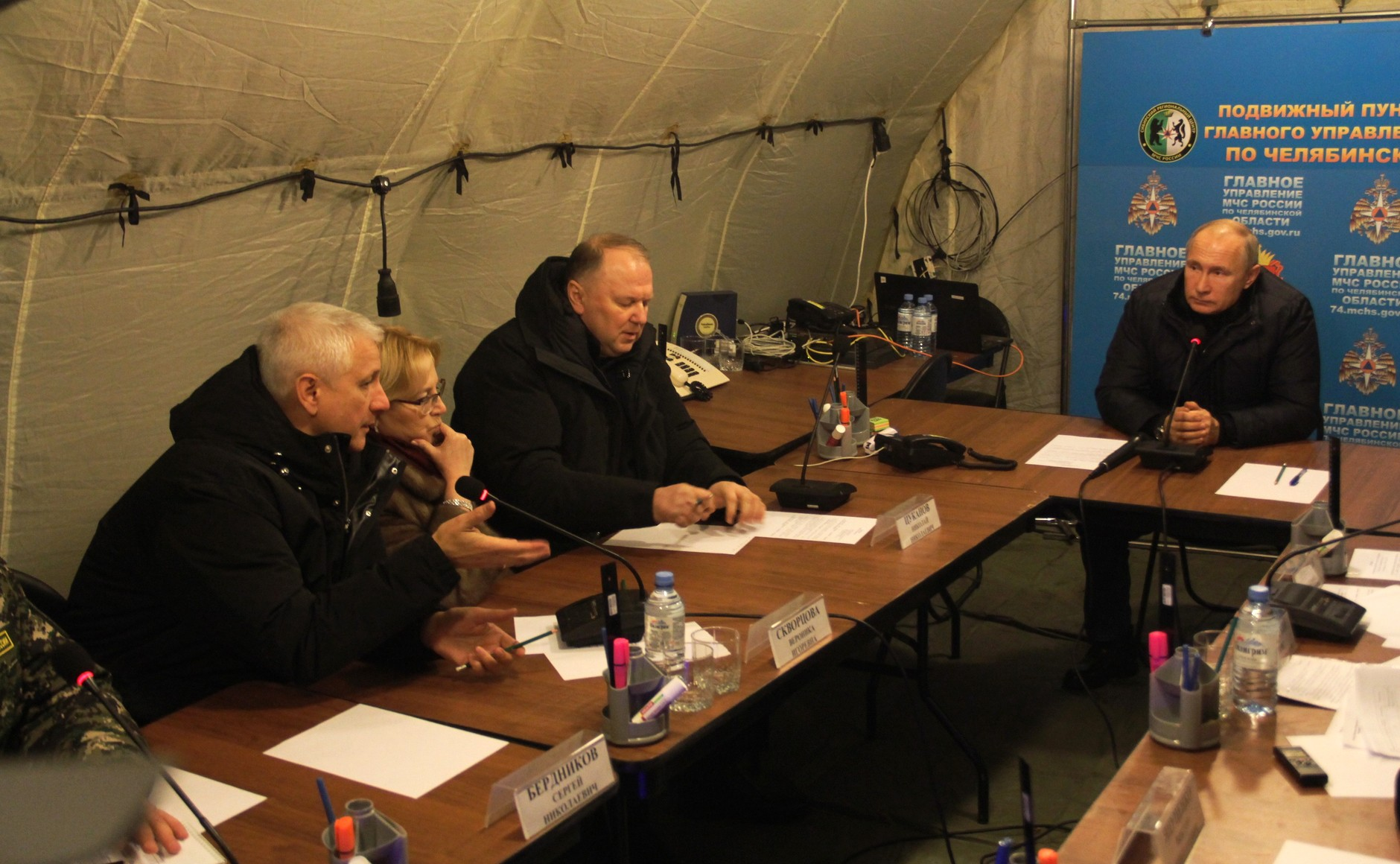
Оперативное совещание в штабе МЧС с участием Владимира Путина на месте происшествия 31 декабря 2018

В Челябинской области с 31 декабря 2018 по 4 января 2019 года был введён региональный режим чрезвычайной ситуации. Муниципальный режим ЧС в Магнитогорске продолжил действовать и после 4 января 2019 года.
Спасённых из завалов шестерых человек госпитализировали в городские больницы. Одного из них, 10-месячного Вани Фокина, самолётом перевезли в Москву и госпитализировали в НИИ НДХиТ. Ещё одного человека перевели в областную клиническую больницу в Челябинске. Также была оказана амбулаторная помощь 13 пострадавшим из числа эвакуированных из повреждённых квартир. Была организована психологическая помощь жителям города.
31 декабря президент В. Путин экстренно вылетел из Сочи в Магнитогорск, где осмотрел место трагедии, провёл совещание в оперативном штабе с участием руководства Челябинской области, а также посетил больницу, где находились пострадавшие.
1 января 2019 года в Магнитогорск прибыл глава Следственного комитета Александр Бастрыкин. Он провёл совещание со следственной группой и оперативным штабом ЧС.
Повреждённую четвёртую блок-секцию (7 и 8 подъезды) дома было запланировано снести, работы по сносу проводит организация АО «РВС», сносившая в 2018 году недостроенную Екатеринбургскую телебашню. Учитывая конструкцию дома и разделение блок-секций температурными швами, деформации на остальную часть дома не распространились, что было подтверждено специальными обследованиями после трагедии. Первоначально планировалось предоставить жильё жителям 7 и 8 подъездов, а также временно, на период сноса повреждённой блока-секции, отселить жителей соседнего 6 подъезда. По результатам рассмотрения обращений жителей дома, 16 января 2019 года на заседании Правительства России В. Путин поручил губернатору Челябинской области Б. А. Дубровскому полностью расселить разрушенный дом, оценив при этом данное мероприятие на сумму около 1 миллиарда 300 миллионов рублей. Для чего в течение года планируется построить отдельный дом, так как достаточного для расселения жителей 623 квартир свободного жилого фонда в городе нет. 24 же января 2019 года Д. Медведев, заявил, что достаточно и 900 миллионов рублей для расселения дома, причём 500 млн руб. планируется из федерального бюджета, а остальное из регионального и помощи ММК. 26 января 2019 года Правительство РФ выделило 500 млн рублей Челябинской области, «Магнитогорский металлургический комбинат» (ММК) выделил 300 млн рублей для этих целей. При этом принудительно расселять жильцов не будут, только желающих.
21 января в учреждения Магнитогорска стали приходить письма по электронной почте о возможных терактах. В сообщении говорилось, что власти не способны контролировать безопасность населения. Из-за угрозы теракта родители начали забирать детей из школ, а экстренные службы — проводить проверки, а полиция и спасатели проводили осмотры школ, детских поликлиник, городских больниц, а также ряда торговых центров и магазинов.
24 февраля 2019 года в 4 часа утра загорелся торговый центр «Зори Урала», расположенный в пристрое к данному жилому дому, к 6:04 пожар был потушен. В результате пожара выгорело множество отделов в центре зала, остальная часть ТЦ в копоти. К ликвидации последствий ЧП привлекалось 38 человек и 12 единиц техники. В квартирах наблюдалось задымление, были эвакуированы 61 человек, пострадавшие отсутствуют. Состояние нежилых помещений, где размещались магазины было оценено как аварийное и их решено демонтировать до 28 марта 2019 года.
30 марта 2019 года, по данным Правительства Челябинской области, межведомственная комиссия признала дом пригодным для дальнейшего проживания после изучения заключения госэкспертизы Челябинской области и результатов обследования, проведённого АО «Магнитогорский Гипромез». С 1 апреля 2019 года охрана периметра дома была снята, жителям предложено вернуться в свои квартиры. При этом на 3 месяца был продлён срок выплаты компенсации за наём жилья тем, кто пожелал вернуться позже или ожидает переселения. При посещении города 26 марта 2019 года ВрИО губернатора области А. П. Текслером был утверждён план благоустройства прилегающей территории, также решались вопросы, возникшие к тому времени у жителей пострадавшего дома.

## Расследование
По факту взрыва, 31 декабря 2018 года региональным УФСБ в качестве основной версии обрушения дома рассматривался взрыв бытового газа, было возбуждено уголовное дело по части 3 статьи 109 УК РФ (причинение смерти по неосторожности). Согласно сообщению ТАСС, утром после взрыва УФСБ по Челябинской области отрабатывало все версии, но основной была версия взрыва бытового газа.
Согласно сообщению РИА часом позже, УФСБ по Челябинской области не рассматривало других версий, кроме взрыва бытового газа, но, 1 января 2019 года председателем Следственного комитета (СК) России расследование было передано в Главное управление по расследованию особо важных дел СК России и было поручено рассматривать все версии произошедшего. Одновременно Следственным комитетом сформирована усиленная группа из более 100 следователей и криминалистов центрального аппарата СК России и его региональных подразделений. Расследование также проводят сотрудники ФСБ.
По состоянию на 18 января 2019 года приоритетной оставалась версия взрыва бытового газа. 4 января 2022 года СК сообщил, что следов взрывчатки на изъятых фрагментах не обнаружено, при этом подчеркнул, что продолжает отрабатывать «все версии произошедшего взрыва». Ни ФСБ, ни СК официально не опровергали версию о теракте.
По словам мэра Магнитогорска Сергея Бердникова, взрыв, вероятнее всего, произошёл примерно на втором-третьем этаже.

### Версия теракта
17 января ответственность за взрывы в городе взяла на себя запрещённая во многих странах, в том числе и в России, террористическая организация «Исламское государство», при этом не было представлено никаких доказательств причастности «Исламского государства» к взрывам в Магнитогорске. Официальный представитель СК России Светлана Петренко призвала не доверять заявлениям террористических организаций, которые часто приписывают себе резонансные происшествия в разных странах мира. Петренко отметила, что выводы о причине произошедшего можно будет сделать только по итогам проведения комплекса следственных действий и тщательного анализа совокупности полученных доказательств.

## Реакция

### СМИ и социальные сети
Происшествие вызвало широкий отклик СМИ и социальных сетей.
В ночь на 2 января на перекрёстке проспекта Карла Маркса и улицы имени газеты «Правда» произошёл пожар и затем взрыв (по официальной версии, из-за неисправности газового оборудования) микроавтобуса «Газель», в результате чего погибло три человека, чьи имена правоохранительные органы не называли. Очевидцы сообщали о вооружённых людях в форме возле горящей машины.
В эту же ночь был оцеплен жилой дом № 91/1 (или № 93) на улице Ленина и проводилась эвакуация его жильцов. Эти инциденты породили слухи о террористах. Издание Znak.com, ссылаясь на анонимных источников в силовых структурах, опубликовало статью, в которой связало эти инциденты с обрушением дома. Якобы за день до этого в рухнувшем подъезде снял квартиру на третьем этаже одинокий мужчина, предположительно из Средней Азии. Znak.com написал, что, по информации его источника, после взрыва дома был предотвращён другой взрыв, в ТЦ «Континент», где силовики по уликам вышли на «Газель», на которой передвигались террористы, после чего их ликвидировали. Оцепление дома на улице Ленина якобы было связано с поиском одного из подозреваемых, который был убит позднее. Позднее журналисты сайта 74.ru и проекта Baza опубликовали свои расследования, в которых поддержали версию теракта и также связали взрыв микроавтобуса и эвакуацию дома на улице Ленина со взрывом дома на проспекте Карла Маркса, Baza утверждает, что террористы планировали целую серию взрывов в новогоднюю ночь.
Журналистское расследование «Новой газеты» спустя 5 месяцев после катастрофы показало, что сотрудники ФСБ 1 января взломали дверь в квартиру Алишера Каимова и произвели обыск в квартире Махмуда Джумаева, они исчезли вместе с Альмиром Абитовым. В беседе с журналистом дворник торгового центра «Континент» подтвердил, что обнаружил взрывное устройство в урне 1 января.
Мэр города и губернатор области официально опровергли связь между взрывом дома и сгоревшей «Газелью». Корреспондент «Федерального агентства новостей» Алексей Громов обвинил издание Znak.com в создании и распространении ложной информации. Заместитель главного редактора издания Znak.com Дмитрий Колезев отверг обвинения в намеренном информационном вбросе, но при этом признал, что версия издания может быть ошибочной.
«МК» провёл расследование пожара «Газели» и выяснил, что машина была маршрутным такси и принадлежала приезжему Махмуду, который якобы перед новогодними праздниками собирался ехать на родину. Издание предполагает, что пожар автомобиля не связан со взрывом дома, а повышенное внимание силовиков к инциденту, спровоцировавшее слухи, было вызвано режимом ЧС и приездом «первых лиц». По сведениям «Комсомольской Правды», мужчина успел продать «Газель» и уехать на родину, после чего на машине работал кто-то из местных. По версии сайта 74.ru и журналистов Baza, «Газель» принадлежала Махмуду Джумаеву. Якобы именно он и его сообщники Алишер Каимов и Альмир Абитов сняли квартиру № 315 перед Новым годом, однако «МК» ранее писал, что квартира сдавалась посуточно и накануне Нового года была забронирована одной из жительниц подъезда, чтобы заселить туда сына, который должен был забрать ключи от квартиры 31 декабря.
Журналистка Юлия Латынина рассказала, что не верит в версию теракта, и предположила, что она была вброшена самими спецслужбами. Латынина отметила, что взрыв газа в Магнитогорске, как и многочисленные другие происшествия с газом в России, показывает изношенность городской инфраструктуры, а для лечения спасённого из-под завалов младенца не нашлось другой больницы, кроме как в Москве, и везти его туда пришлось частным самолётом.
По мнению химика Бориса Жуйкова, исходя из теплового эффекта взрыва бытового газа в квартире и данных об отсутствии следов взрывчатки на обломках рухнувшей части многоэтажки, обрушение подъезда можно действительно объяснить взрывом бытового газа, что, в принципе, не исключает злонамеренности. При этом Жуйков отметил, что взрыв газа — довольно ненадёжный способ теракта. Точно на вопрос, был ли это несчастный случай или теракт, можно будет ответить после проведения расследования. Для предотвращения аварий, связанных со взрывом газа, Жуйков предложил оборудовать российские квартиры газоанализаторами, передающими информацию на пульт оператора, который может позвонить потребителю или вызвать аварийную машину. По мнению Жуйкова, провести подобное переоборудование является обязанностью государства.
Ряд крупнейших российских СМИ заявил о том, что в первые дни после взрыва дома в интернете осуществлялись информационные вбросы со стороны фальшивых аккаунтов в социальных сетях, распространявших ложную информацию: об обнаружении следов взрывчатки среди обломков, связи пожара в микроавтобусе со взрывом дома. При этом издание Росбалт указало на отсутствие подтверждения слухов о «теракте».
Украинский пранкер Евгений Вольнов поглумился над трагедией, опубликовав видео своего пранка на тему взрыва, и собирал денежные пожертвования от зрителей.
По мнению журналистов «Новой газеты» и Znak.com, нарастанию паники в городе и возникновению слухов вокруг взрывов дома и «Газели» способствует немногословность властей[значимость факта?]. Замначальника УМВД г. Магнитогорска Андрей Кияткин в беседе с журналистом «Новой газеты» сообщил, что отсутствие официальных заявлений правоохранительных органов связано с проведением в городе ряда операций, о которых они не могут рассказывать.
Российский журналист и телеведущий Антон Красовский заявил, что нарастанию слухов и паники в Магнитогорске способствовали публикации журналистов издания «Znak.com», которые таким образом решили «подзаработать лайков».
14 декабря 2019 года ветеран боевых действий Владимир Саломатин организовал акцию в поддержку тех, кто пострадал при взрыве.
В конце декабря 2019 года издание Baza выпустило документальный фильм, в котором настаивает на версии теракта.

### В России
Соболезнования пострадавшим и семьям погибших выразил Президент Российской Федерации Владимир Путин, а также главы многих регионов России: Тюменской области, Ямало-Ненецкого автономного округа, Ханты-Мансийского автономного округа, Владимирской области, Мурманской области, Тверской области, Хабаровского края, ряда других.
В Челябинской области 2 января 2019 года было объявлено днём траура.

### В мире
Свои соболезнования в связи с происшествием в Магнитогорске принесли президент Абхазии Рауль Хаджимба, президент Азербайджана Ильхам Алиев, президент Армении Армен Саркисян, президент Белоруссии Александр Лукашенко, президент Вьетнама Нгуен Фу Чонг, премьер-министр Израиля Биньямин Нетаньяху, король Иордании Абдалла II, президент Казахстана Нурсултан Назарбаев, эмир Катара Тамим бин Хамад Аль Тани, президент Киргизии Сооронбай Жээнбеков, председатель КНР Си Цзиньпин, президент Молдавии Игорь Додон, президент Никарагуа Даниэль Ортега, султан Омана Кабус бен Саид, президент Польши Анджей Дуда, король Саудовской Аравии Салман и его сын наследный принц Мухаммед, президент Сербии Александр Вучич, президент Таджикистана Эмомали Рахмон, президент Туркмении Гурбангулы Бердымухамедов, президент Узбекистана Шавкат Мирзиёев, премьер-министр Японии Синдзо Абэ, Министерство иностранных дел Египта, министр иностранных дел Германии Хайко Маас, представитель МИД Ирана Бахрам Касеми, МИД Испании, министр иностранных дел Латвии Эдгар Ринкевич, МИД Сирии, министр иностранных дел Финляндии Тимо Сойни, послы Великобритании и Ирака, посольство ЕС в Москве, генсек Совета Европы Турбьёрн Ягланд.
Соболезнования в связи с трагедией в Магнитогорске выразили епископ Русской православной церкви Патриарх Кирилл, предстоятель Болгарской православной церкви Неофит, епископ Православной церкви Чешских земель и Словакии Ростислав и Церковь адвентистов седьмого дня.

### Помощь пострадавшим
В первые же сутки на специально открытый администрацией области счёт поступило пожертвований от населения в сумме около 7 млн руб. и собрано предметов первой необходимости и питание для пострадавших населением и организациями города. Денежные средства перечисляли и крупные предприятия и некоторые известные личности, так ММК — около 10 млн руб., СБ — 20 млн руб., уроженец Магнитогорска хоккеист Е. Малкин — 4 млн руб., депутаты Заксобрания области — около 1 млн руб. и другие. К концу Новогодних праздников было собрано более 50 млн руб. Для приобретения жилья жителям пострадавших квартир 7 и 8 подъездов и временного найма жилья жителям 5, 6, 9, 10 подъездов был осуществлён федеральный трансферт из средств резервного фонда в размере 147 млн руб.
Решались вопросы и по вопросам погашения ипотечных кредитов (часть квартир была куплена на средства ипотечного кредита взятых в 9 разных банках, при этом до полного погашения долга, квартиры находились де-юре в собственности банков).
По инициативе Росавиации, «Аэрофлотом» осуществлялась бесплатная перевозка до Магнитогорска и обратно родственников пострадавших и погибших.
Медицинская эвакуация в Москву 10-месячного Ваня Фокина в сопровождении медработников и матери осуществлялась на личном гражданском самолёте главы ПАО «Сбербанк», вследствие того, что имеющийся в стране у ФМБА самолёт санавиации находился в данный момент на межполётном техническом обслуживании.